# Belezna
Belezna ist eine ungarische Gemeinde Kreis Nagykanizsa im  Komitat Zala, die 797 Einwohner (Stand 2011) hat.
Der Ort liegt unweit des ungarisch-kroatischen Grenzflusses Mur. Seine Umgebung ist von Auwäldern, Feldern und deckungsreichem Brachland umgeben, in dem als größere Säugetiere Rotwild, Schwarzwild, Rehwild, Schakale, Dachse und Füchse leben.
Am Ortseingang liegt die im neugotischen Stil errichtete römisch-katholische Kirche.

## Sehenswürdigkeiten
- János-Krénusz-Büste (Krénusz János mellszobra)
- Römisch-katholische Kirche Szűz Mária neve, erbaut 1899

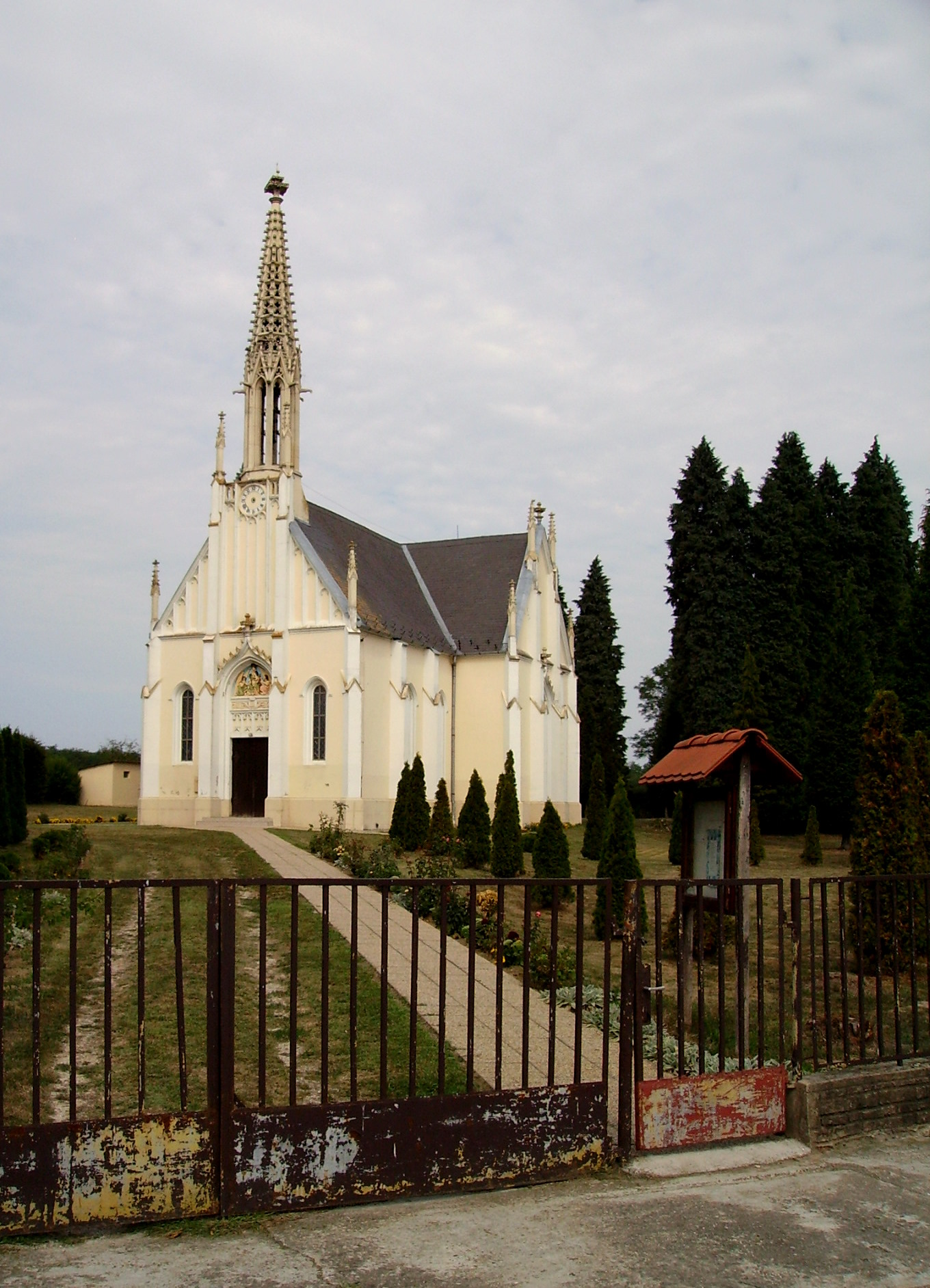
Römisch-katholische Kirche Szűz Mária neve in Belezna

## Verkehr
Es besteht eine Busverbindung von Belezna nach Nagykanizsa. Die Bahnstation Belezna liegt ungefähr fünf Kilometer westlich der Gemeinde und ist angebunden an die Bahnstrecke von Murakeresztúr nach Zákány.